# Бітково (Вармінсько-Мазурське воєводство)
Бітково (пол. Bitkowo, нім. Bittkowen) — село в Польщі, у гміні Ґолдап Ґолдапського повіту Вармінсько-Мазурського воєводства.
Населення — 8 осіб (2011).

## Історія
У 1975—1998 роках село належало до Сувальського воєводства.

## Демографія
Демографічна структура станом на 31 березня 2011 року:
|          | Загалом | Допрацездатний вік | Працездатний вік | Постпрацездатний вік |
| -------- | ------- | ------------------ | ---------------- | -------------------- |
| Чоловіки | 4       | 2                  | 1                | 1                    |
| Жінки    | 4       | 2                  | 1                | 1                    |
| Разом    | 8       | 4                  | 2                | 2                    |